# Confalón de la Iglesia
La bandera de la Santa Iglesia Romana (en latín: Vexillum; en italiano: Gonfalone di Santa Romana Chiesa u ocasionalmente Vessilio di San Pietro (Estandarte de San Pedro)), fue el estandarte de batalla de los Estados Pontificios durante el Renacimiento y un antiguo símbolo de la Iglesia católica. El puesto de confaloniero de la Iglesia estaba destinado originalmente a funcionar como el portador de ésta bandera.

## Descripción
|                                  |
| Confalón original (h. siglo XI). |

|                            |
| Confalón de Inocencio III. |

|                             |
| Confalón de Bonifacio VIII. |

En un principio, la bandera estaba hecha de tela roja decorada con la imagen de San Pedro y, ocasionalmente, con la de San Pablo. El Papa Inocencio III decidió reemplazar estos con el emblema de llaves cruzadas coronada por una cruz blanca; más tarde Bonifacio VIII estableció la forma final: una tela de seda carmesí, cubierto por numerosas estrellas de seis puntas bordadas en oro, con la imagen de las llaves cruzadas coronadas por un conopeo que lleva una borla de oro en cada extremo. La bandera se encontraba unida a una varilla de oro y acompañaba al Papa en sus viajes, incluyendo procesiones religiosas y civiles solemnes.

## Historia
El confalón habría entrado en uso bajo el pontificado de Alejandro II, durante uno de los momentos previos a la Querella de las Investiduras, que enfrentó a Papas y Emperadores del Sacro Imperio Romano Germánico, donde los segundos comenzaron paulatinamente a negar la autoridad de los pontífices. Por ello, Alejandro trató de fortalecer su imagen por medios de actos simbólicos, como la bendición a reyes que se ofrecieran como sus vasallos (como Guillermo I antes de comenzar la conquista normanda de Inglaterra), o crear la bandera de San Pedro. Esta era utilizada para las ceremonias de investidura de reyes y emperadores, donde el Papa reafirmaba su autoridad sobre los señores temporales. Tales banderas, a su vez, estuvieron presentes en las Cruzadas y en la Batalla de Lepanto.

### Confaloniero de la Iglesia
La custodia del confalón fue confiada a figuras de alto rango, que asumían, a su vez, el título de gonfaloniere o vessillifero di Santa Romana Chiesa (confaloniero de la Santa Iglesia Romana); y era la más alta función que el Papa podía otorgar a un laico. Muchas veces, el cargo recayó en reyes como Jaime II de Aragón, rey de Nápoles y Sicilia bajo Bonifacio VIII; Ladislao I, rey de Nápoles bajo Inocencio VII; Luis XI de Francia mientras era delfín bajo Eugenio IV; Gianfrancesco Gonzaga, marqués de Mantua bajo Julio II; Eduardo I Farnesio, duque de Parma bajo Gregorio XV; Carlo Barberini por su hermano Urbano VIII; y Torquato Conti, duque de Guadagnolo, también por Urbano.
Inocencio XI hizo el cargo hereditario, y se lo confirió al marqués Giovanni Battista Naro. Luego de que la familia Naro se extinguiera, se les otorgó a los patricios de Montoro. Para confirmar la importancia del puesto, Clemente XI ordenó que su titular debía ser acompañado, en solemne procesión, por los jefes de los cavalleggeri (caballería ligera papal). En 1801, Pío VII, luego que los cavalleggeri se disolvieran, los sustituyó por la Guardia Noble, con el abanderado como su capitán con el título de tenente generale. Finalmente, Pío IX ordenó que el confaloniero debía llevar un collar distintivo especial grabado con la palabra vexillifer y que este siempre fuera miembro de la corte papal.